# Clamoux
La Clamoux est une  rivière du sud de la France, dans la région Occitanie, dans le département de l'Aude, et un affluent droit de l'Orbiel, donc un sous-affluent de l'Aude.

## Géographie
Cette rivière prend sa source dans le massif de la montagne Noire, dans le parc naturel régional du Haut-Languedoc, sur les pentes du pic de Nore à une altitude 1126 mètres, et se jette dans l'Orbiel en rive gauche à Bouilhonnac dans le département de l'Aude.
La longueur de son cours d'eau est de 32,4 km.

### Communes et cantons traversés
Dans le seul département de l'Aude, la Clamoux traverse les dix communes suivantes, dans quatre anciens cantons et trois nouveaux cantons, de Castans (source), Cabrespine, Trassanel, Villeneuve-Minervois, Villegly, Villarzel-Cabardès, Bagnoles, Villalier, Malves-en-Minervois, Bouilhonnac (embouchure/confluence).
Soit en termes de cantons, la Clamoux prend sa source dans le canton du Haut-Minervois, traverse le canton de la Vallée de l'Orbiel, et conflue sur le canton de la Montagne d'Alaric, le tout dans l'arrondissement de Carcassonne.

### Bassin versant
La Clamoux traverse une seule zone hydrographique « l'Orbiel » (Y141) pour 251 km2 de superficie. Ce bassin versant est constitué à 64,71 % de « forêts et milieux semi-naturels », à 32,66 % de « territoires agricoles », à 2,60 % de « territoires artificialisés ». 

## Affluents
La Clamoux a vingt-et-un affluents contributeurs dont :
- le ruisseau de Mulet (rd[note 1]), avec un affluent :
  - le ruisseau de Calvairac (rd),
- la  Serremijeanne (rg), 4,5 km
- le ruisseau du Pontil (rd), avec un affluent :
  - le ruisseau de Font de Piboul (rg),
- la Ceize (rd), 11,9 km cinq cinq communes avec sept affluents et de rang de Strahler trois

### Rang de Strahler
Donc son rang de Strahler est de quatre par la Ceize.

## Hydrologie
ph de 5.5